# 7497 Guangcaishiye
7497 Guangcaishiye este un asteroid din centura principală de asteroizi.

## Descriere
7497 Guangcaishiye este un asteroid din centura principală de asteroizi. A fost descoperit pe 17 decembrie 1995 la Xinglong în cadrul programului Beijing Schmidt CCD Asteroid Program. Asteroidul prezintă o orbită caracterizată de o semiaxă mare de 2,46 ua, o excentricitate de 0,19 și o înclinație de 3,0° în raport cu ecliptica.